# Rodeo Viejo
Rodeo Viejo es un corregimiento del distrito de Soná en la provincia de Veraguas, República de Panamá. La localidad tiene 2.046 habitantes (2010).